# Eliézio Santos Santana
Eliézio Santos Santana (sinh ngày 31 tháng 3 năm 1987) là một cầu thủ bóng đá người Brasil.

## Sự nghiệp câu lạc bộ
Eliézio Santos Santana đã từng chơi cho Urawa Reds.